# Alessandro Giannessi
Alessandro Giannessi (* 30. Mai 1990 in La Spezia) ist ein italienischer Tennisspieler.

## Karriere
Alessandro Giannessi spielt hauptsächlich auf der ATP Challenger Tour und der ITF Future Tour.
Er konnte bislang sechs Einzel- und sieben Doppeltitel auf der ITF Future Tour feiern. Auf der Challenger Tour gewann er 2013 das Doppelturnier in Meknès sowie 2016 seinen ersten Einzeltitel in Stettin. Im Juli 2017 stand er mit Rang 84 erstmals in den Top 100 der Weltrangliste im Einzel.
In der deutschen Bundesliga spielte er 2013 und 2014 für den HTC Blau-Weiß Krefeld. 2015 trat Giannessi für den Zweitligisten TV Reutlingen an.

## Erfolge
| Legende (Anzahl der Siege)  |
| Grand Slam                  |
| ATP World Tour Finals       |
| ATP World Tour Masters 1000 |
| ATP World Tour 500          |
| ATP World Tour 250          |
| ATP Challenger Tour (5)     |

### Einzel

#### Turniersiege
| Nr. | Datum              | Turnier    | Belag | Finalgegner     | Ergebnis       |
| --- | ------------------ | ---------- | ----- | --------------- | -------------- |
| 1.  | 18. September 2016 | Stettin    | Sand  | Dustin Brown    | 6:2, 6:3       |
| 2.  | 16. September 2018 | Banja Luka | Sand  | Carlos Berlocq  | 6:76, 6:4, 6:4 |
| 3.  | 2. Juni 2019       | Vicenza    | Sand  | Filippo Baldi   | 7:5, 6:2       |
| 4.  | 26. März 2023      | Zadar      | Sand  | Sebastian Ofner | 6:4, 5:7, 7:66 |

### Doppel

#### Turniersiege
| Nr. | Datum              | Turnier | Belag | Partner       | Finalgegner                            | Ergebnis  |
| --- | ------------------ | ------- | ----- | ------------- | -------------------------------------- | --------- |
| 1.  | 13. September 2013 | Meknès  | Sand  | Gianluca Naso | Gerard Granollers Jordi Samper Montaña | 7:5, 7:63 |

## Abschneiden bei Grand-Slam-Turnieren

### Einzel
| Turnier         | 2011 | 2012 | 2013 | 2014 | 2015 | 2016 | 2017 | 2018 | 2019 | 2020 | 2021 | 2022 | 2023 | 2024 | Karriere |
| --------------- | ---- | ---- | ---- | ---- | ---- | ---- | ---- | ---- | ---- | ---- | ---- | ---- | ---- | ---- | -------- |
| Australian Open | —    | —    | Q1   | Q2   | —    | Q1   | Q1   | Q2   | Q1   | Q1   | Q1   | Q3   | —    | Q1   | —        |
| French Open     | —    | —    | —    | —    | —    | Q1   | Q2   | Q3   | Q1   | Q2   | 1    | 1    | —    |      | 1        |
| Wimbledon       | —    | Q2   | —    | —    | —    | Q1   | Q1   | Q3   | Q1   |      | Q1   | Q1   | Q1   |      | —        |
| US Open         | Q1   | Q2   | —    | —    | —    | 2    | 1    | Q1   | Q2   | —    | Q1   | —    | Q2   |      | 2        |

Zeichenerklärung: S = Turniersieg; F, HF, VF, AF = Einzug ins Finale / Halbfinale / Viertelfinale / Achtelfinale; 1, 2, 3 = Ausscheiden in der 1. / 2. / 3. Hauptrunde; Q1, Q2, Q3 = Ausscheiden in der 1. / 2. / 3. Qualifikationsrunde; nicht ausgetragen